# Barthélemy Thimonnier
Der Schneider Barthélemy Thimonnier (* 19. August 1793 in L’Arbresle, Frankreich; † 5. Juli 1857 in Amplepuis) war Erfinder und weltweit der erste Nähmaschinenfabrikant.

## Leben

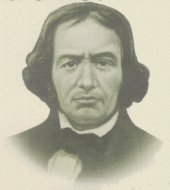
Barthélemy Thimonnier

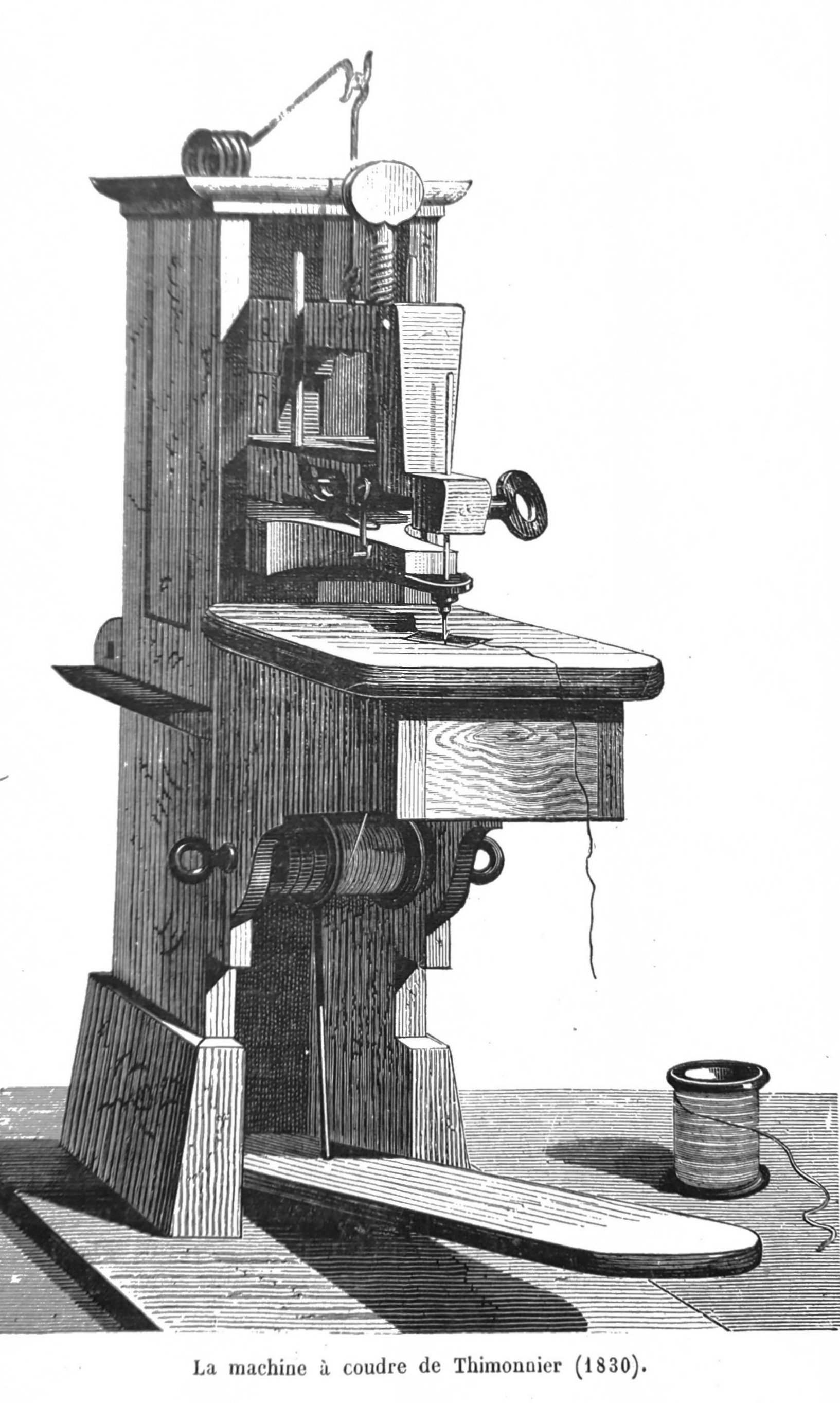
Nähmaschine von Thimonnier, 1830

Barthélemy Thimonnier wurde als Sohn eines Färbers geboren. Die Familie zog später nach Amplepuis, wo er das Schneiderhandwerk erlernte.:8
Er entwickelte 1829 ein am 17. Juli 1830 patentiertes Basismodell der heutigen Nähmaschine und ein weiteres 1839/41. Als das Modell fertiggestellt war, zog er von seinem Heimatort Amplepuis, in den er mit seinen Eltern 1795 gezogen war, nach Paris und gründete dort die Societé Germain Petit und Cie. Sie hatte zweierlei Aufgaben: Sie produzierte neue Nähmaschinen in Serie und fertigte Uniformen für die französische Militärverwaltung.
Seine Nähmaschinen erreichten Mitte der 1830er bereits 200, 1848 dann sogar 300 Stiche pro Minute.:8

„Nach fünfzehnjähriger Arbeit ist es Herrn Barthelemy Thimonnier, Schneider von Amplepuis (Rhone) gelungen, eine Maschine zu Stande zu bringen und der Oeffentlichkeit zu übergeben, deren Resultate uns in Erstaunen sezen. Es ist eine Nähmaschine, die 200 Stiche in einer Minute anfertigt, die Stiche nur durch Drehen einer Schraube weiter oder enger macht, sich allen Wendungen, Falten und Unregelmäßgkeiten des Tuches anpassen läßt, und die Nadel durch die dicksten Stoffe durchführt, ohne sie zu zerbrechen. Es gibt nichts, was diese Maschine nicht nähen könnte, mit Ausnahme der Knopflöcher.“

Seine Fabrik soll von Nähern, die um ihre Arbeitsplätze fürchteten, niedergebrannt worden sein, was aber historisch nicht belegt ist. Er zog 1831 von Paris nach Amplepuis und ging später nach Manchester, wo er auch ein Nähmaschinenunternehmen betrieb. Die beiden von ihm gegründeten Unternehmen arbeiteten noch Jahre erfolgreich weiter.
Auch in Manchester fühlte er sich nicht wohl und zog aus Heimweh nach Amplepuis. Dort starb er verarmt am 5. Juli 1857.

## Ehrungen
Im Mai 1930 wurde in Frankreich das hundertjährige Jubiläum von Thimonniers Nähmaschine gefeiert.:7

„Die Feier gipfelte in einer Sitzung im großen Auditorium der Sorbonne (Universität von Paris) unter dem Vorsitz des französischen Handelsministers. Ferner fand noch ein Bankett statt im Palais d’Orsay. In der Ausstellung stand neben der Büste Thimonniers eine seiner ersten Nähmaschinen, noch ganz aus Holz gebaut und wurde viel beachtet. Auch das Patent Thimonniers vom 17. Juli 1830 war im Faksimile ausgestellt.“